# Haliotis thailandis
Haliotis thailandis là một loài ốc biển, là động vật thân mềm chân bụng sống ở biển thuộc họ Haliotidae, the abalones.

## Phân bố
Loài này được tìm thấy ở biển Andaman và khu vực biển quanh Philippines 

## Tham khảo

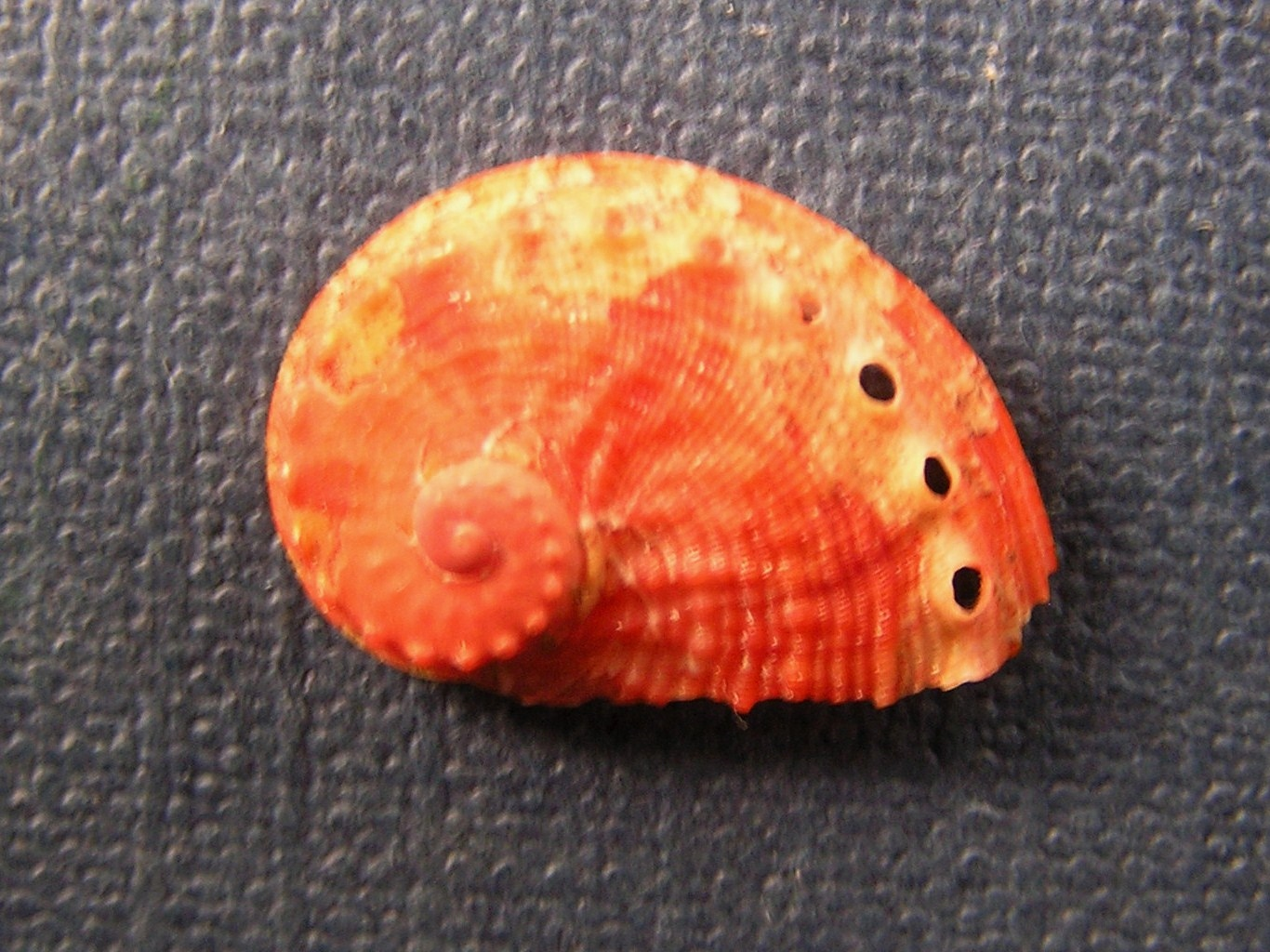
Haliotis thailandis, apical view